# Confederația de la Targowica

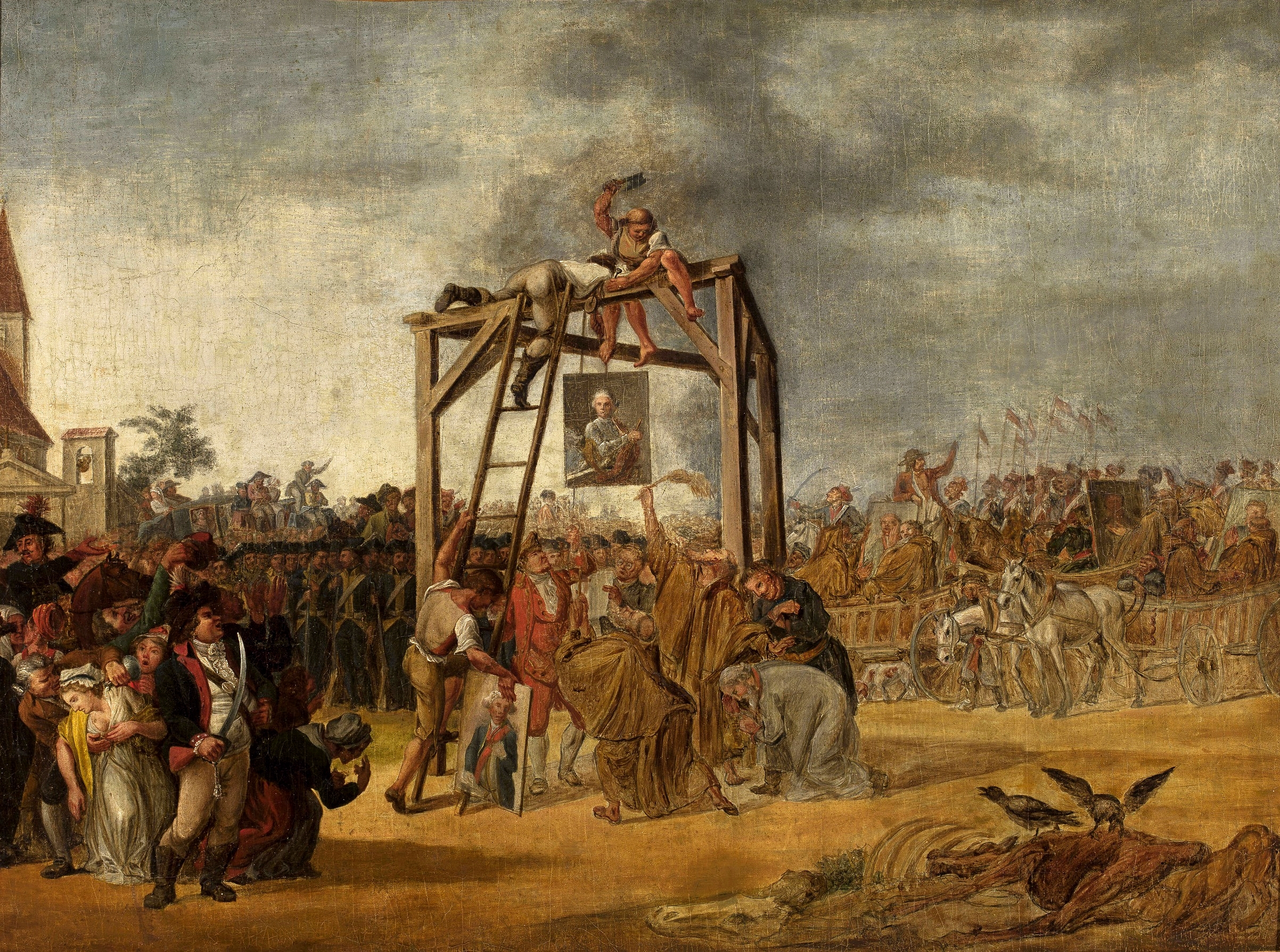
a liderilor Confederației de la Targowica, Varșovia, 1794, după. Pictură de.

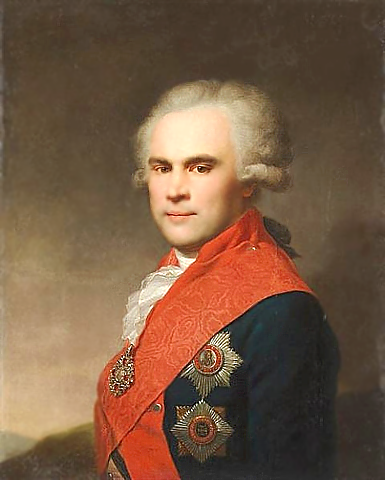
Generalul rus Vasili Stepanovici Popov, autorul textului confederației

Confederația de la Targowica (în poloneză konfederacja targowicka, AFI: [kɔnfɛdɛˈrat͡sja tarɡɔˈvit͡ska], în lituaniană Targovicos konfederacija) a fost o înțelegere între unii magnați⁠(d) polonezi și lituanieni convenită la 27 aprilie 1792, la Sankt Petersburg, cu sprijinul împărătesei ruse Ecaterina a II-a. Confederația se opunea Constituției din 3 mai 1791 și a luptat în Războiul Ruso-Polon din 1792, care a dus la a doua și apoi a treia împărțire a Poloniei⁠(d).
În istoria Poloniei, confederația de la Targowica este văzută ca o conspirație de trădare a țării. În timpul răscoalei lui Kościuszko din 1794, conspiratorii au fost judecați și condamnați la moarte, câțiva dintre ei fiind prinși și executați.

## Istorie
Confederația de la Targowica se opunea Constituției din 3 mai 1791, care fusese adoptată de Marele Sejm⁠(d), în special prevederilor care limitau privilegiile nobilimii. Textul actului de înființare al confederației a fost întocmit de generalul rus Vasili Stepanovici Popov, șeful Statului Major al Prințului Grigori Alexandrovici Potemkin. Scopul său a fost proclamat în micul oraș Targowica, care se afla pe moșia lui Potocki (astăzi în raionul Holovanivsk din regiunea Kirovohrad, Ucraina) la 14 mai 1792. Patru zile mai târziu, două armate rusești au invadat Uniunea Polono-Lituaniană.
Forțele rusești au învins trupele loiale Uniunii Polono-Lituaniene, Sejmului și regelui Stanisław August Poniatowski în Războiul Ruso-Polon din 1792 . Drept urmare, regele Poniatowski, s-a alăturat oficial Confederației. Victoria lor a precipitat a doua împărțire a Poloniei și a pregătit scena pentru a treia împărțire și dizolvarea finală a Uniunii în 1795. Acest rezultat a fost o surpriză pentru majoritatea confederaților, care doreau doar să restabilească status quo ante și se așteptau ca răsturnarea Constituției de 3 mai să atingă acest scop.

## Amintirea
Termenul targowiczanin, care din punct de vedere istoric se aplică fiecărui membru și susținător al Confederației de la Targowica, a devenit sinonim pentru „trădător”, așa cum Targowica este sinonim cu trădarea. Aceste semnificații încă mai funcționează în limba poloneză până în prezent.

## Membri principali
- Stanisław Szczęsny Potocki⁠(d): mareșalul Confederației.[4] Condamnat la moarte, dar niciodată reținut. În schimb, la 29 septembrie 1794, portretul său a fost spânzurat (vezi ilustrația). În 1795 a fost recompensat de Ecaterina cea Mare cu Ordinul rus Alexandr Nevski⁠(d) și gradul de Général en chef.

Alți magnați:
- Józef Ankwicz⁠(d), condamnat pentru trădare și condamnat la spânzurare pe 9 mai 1794.[5]
- ambasadorul Karol Boscamp-Lasopolski⁠(d) spânzurat la 28 iunie 1794.
- Franciszek Ksawery Branicki⁠(d):[4] Condamnat la moarte în timpul Revoltei Kościuszko, dar niciodată prins. După ce a emigrat în Rusia, a murit la Belaia Țerkov, 1819.
- Szymon Marcin Kossakowski⁠(d): Spânzurat la Wilno la 25 aprilie 1794, în timpul Răscoalei lui Kościuszko.
- Józef Kazimierz Kossakowski⁠(d), episcop. Spânzurat la 9 mai 1794, la Varșovia, în timpul Răscoalei lui Kościuszko.[6]
- Ignacy Jakub Massalski⁠(d), episcop. Spânzurat la 28 iunie 1794, la Varșovia, în timpul Răscoalei lui Kościuszko.[7]
- Hatmanul Piotr Ożarowski⁠(d) condamnat pentru trădare și condamnat la spânzurare la 9 mai 1794.[5]
- Seweryn Rzewuski⁠(d), condamnat în lipsă de Curtea Penală Supremă la moarte și confiscarea averii. Executat în efigie la 29 septembrie 1794.[4]
- Józef Zabiełło⁠(d) condamnat pentru trădare și condamnat la spânzurare la 9 mai 1794.[5]

## Citate
- Din Actul Constitutiv al Confederației de la Targowica:[8]

„Dorințele Alteței Sale Împărătasa Rusiei [Ecaterina cea Mare], aliată a Rzeczpospolitei [Uniunii], nu sunt și nu au fost altele decât prin folosirea armatelor sale pentru a returna Rzeczpospolitei și polonezilor libertățile, și mai ales siguranța și fericirea tuturor cetățenilor.”
- Unul dintre fondatorii Confederației Targowica, Stanisław Szczęsny Potocki:

„Fiecare polonez adevărat⁠(d), neorbit de cabala prusacă și regalistă, este convins că patria noastră poate fi salvată doar de Rusia, altfel națiunea noastră va fi înrobită”.
- După abdicarea lui Stanisław Poniatowski și distrugerea Uniunii, Szczęsny Potocki a spus:

„Despre Polonia și polonezii din trecut [nu vreau să mai vorbesc]. A dispărut această țară și acest nume, așa cum mulți alții au pierit în istoria lumii. Acum sunt rus pentru totdeauna”.